# 大山町 (澀谷區)
大山町（日语：／ Ōyamachō */?）是東京都澀谷區的町名。2013年9月30日為止的人口有3,038人。郵遞區號為151-0065。

## 地理
位於東京都澀谷區、舊代代幡町西部，西鄰世田谷區（北澤）。町域北部與東部接西原。東南部至南部接上原，之間以小田急線為界。
本地是高級住宅區「代代木上原」的一部分。
井之頭通通過町內。東南端有小田急線、地下鐵千代田線代代木上原站的站地西側。此外，西部地區也鄰近東北澤站。町域大半是關東大地震後的重建住宅區。町內多三菱系社宅，道路規劃也較完整。治安消防方面，本地屬本町的代代木警察署，與神南的澀谷消防署管轄。

## 歷史
因有德川家子孫的宅邸，也稱為「德川山」。

## 交通

### 鐵路
- 小田急電鐵小田原線 ■代代木上原站－部分站房位於町內。（所在地：西原）
- 東京地下鐵千代田線 ○代代木上原站－部分站房位於町內。（所在地：西原）

### 道路
- 東京都道413號赤坂杉並線（井之頭通）
- 東京都道420號鮫洲大山線

## 設施

### 公園
- 大山綠道（玉川上水舊水路）

### 宗教設施
- 東京清真寺（東京ジャーミイ）

## 外部連結
- 澀谷區官方網站（页面存档备份，存于）